# Amphioplus japonicus
Amphioplus japonicus är en ormstjärneart som först beskrevs av Matsumoto 1915.  Amphioplus japonicus ingår i släktet Amphioplus och familjen trådormstjärnor. Utöver nominatformen finns också underarten A. j. parvus.